# 曲孜卡乡
曲孜卡乡，是中华人民共和国西藏自治区昌都市芒康县下辖的一个乡镇级行政单位。

## 行政区划
曲孜卡乡下辖以下地区：
小昌都村、拉久西村和达许村。